# Dröm
En dröm är ett förändrat medvetandetillstånd under sömn, en psykisk upplevelse, som oftast uppträder under REM-sömnen där den upplevs ha en berättande form. Mental aktivitet förekommer även under djupsömnen (slow-wave sleep), men är då nära nog statisk; det rör sig då mer om situationer än om historier. En dröm upplevs normalt sett som fullt verklig medan den pågår, men i samma ögonblick som den upphör faller den oftast i glömska. Ibland har man kvar ett svagt minne av till exempel en viss känsla man hade under drömmen. Om man väcks under själva drömsekvensen minns man oftast mer av drömmen. En ganska vanlig situation är t.ex. att man vaknar om man i drömmen upplever att man faller ner, vilket då kan kännas som att man landar i sängen. 

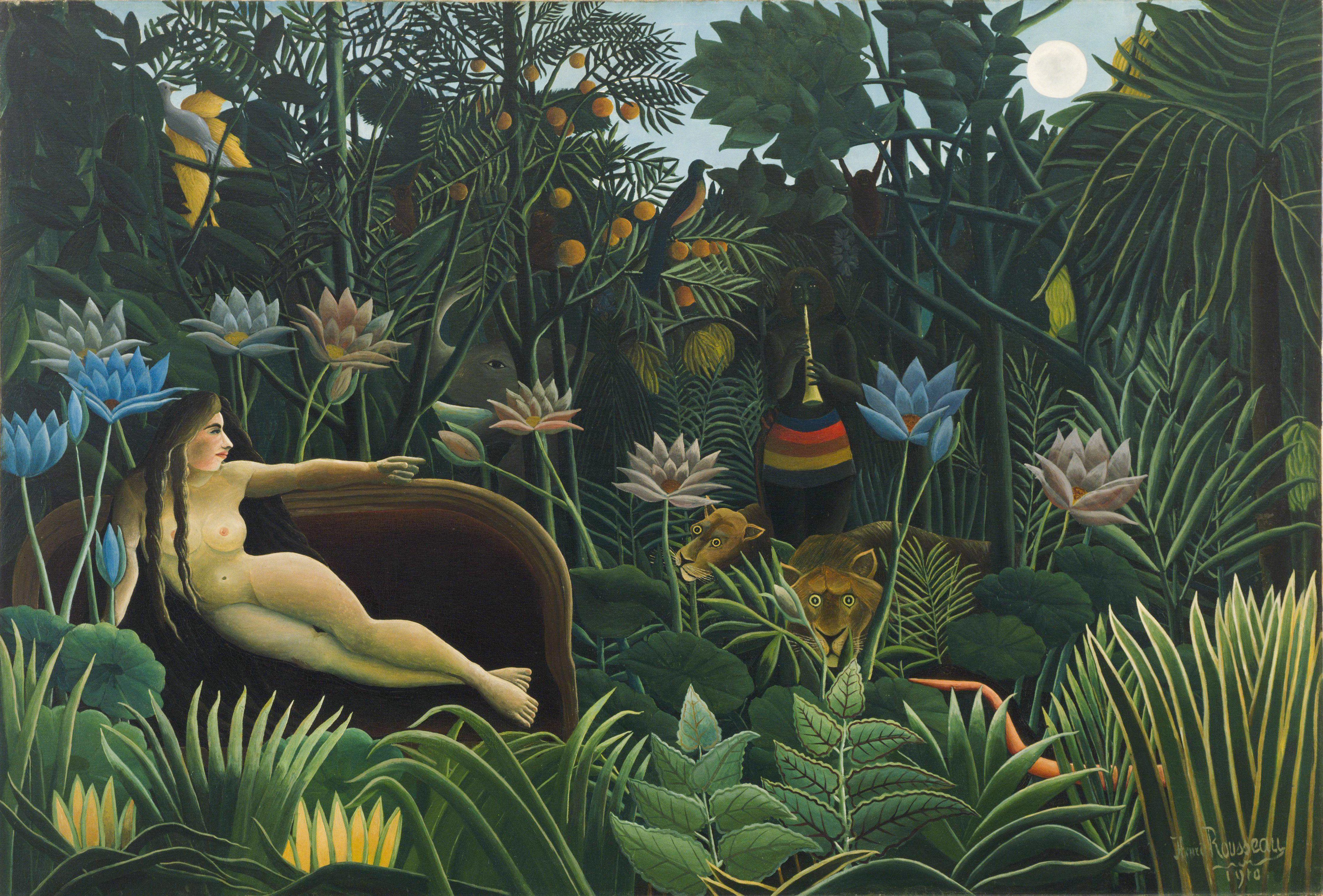
Henri Rousseaus Drömmen (1910).

## Tolkningar[1]
Drömmar innehåller ofta detaljer som inte stämmer med verkligheten, och det har sedan urminnes tider varit lockande att försöka tyda dessa som en djupare innebörd eller som förutsägelser om framtiden. Ett känt exempel är beskrivningen i Första Mosebok i Gamla Testamentet av hur Josef tolkar faraos dröm som en förutsägelse om sju år av överflöd, följda av sju svåra år.
Sigmund Freud gjorde omfattande drömforskning och menar att drömmar är resultatet av inre konflikter mellan omedvetna lustar (främst sexuella) och spärrarna mot att utföra dessa önskningar. Dessa konflikter uttrycker sig i drömmarna som dold symbolik. Ett av Sigmund Freuds verk är Die Traumdeutung vilket översätts till Drömtydning. Die Traumdeutung handlar om Sigmund Freuds drömteori.
Edward T. Hall (1966) anser också att drömmarna är symboliska men att de uttrycker vad drömmaren tänker och att meningen således inte är dold. Varför skulle personen dölja sina sexuella lustar i sömnen? 
Hobson J.A. (1988) har studerat aktiviteten i neuroner i det visuella systemet som förekommer när man sover. Denna aktivitet, menar Hobson, producerar både ögonrörelser (REM-sömn står för just Rapid Eye Movement-sömn) och fragmentala inre bilder. Drömmarna är enligt denna teori resultatet av att hjärnan försöker binda ihop fragmentala bilder och blir helt enkelt klok på dem genom att skapa små historier. 
En annan teori är att drömmar fungerar ungefär som "träning" för riktiga situationer. Samma som att i flygolyckor brukar den största delen av de överlevande ha läst broschyrerna om hur man ska uppträda i en flygplansolycka, vill hjärnan förbereda kroppen inför kommande händelser; som hjärnan anser vara troliga.

## Klardrömmar
En mycket särskild typ av drömmar är klardrömmande, en. lucid dreaming. En person som drömmer en klardröm är i någon mening medveten om att han eller hon drömmer, och kan påverka händelseförloppet i större eller mindre grad. Klardrömmar är mycket ovanligare än den vanliga typen av drömmar som alla människor drömmer varje natt. Förmågan till klardrömmar går till viss del att träna upp.